# Хедли, Ральф
Ральф Хедли (31 декабря 1848, Gilling West, Норт-Йоркшир — 12 июня 1913, Ньюкасл-апон-Тайн, Нортамберленд) — британский художник-реалист, резчик по дереву и иллюстратор. Известен картинами, изображающими сцены повседневной жизни Северо-Восточной Англии.

## Биография
Родился в деревне Гиллинг-Уэст близ Ричмонда в семье Ричарда и Энн Хедли. В 1850 году, на фоне промышленной революции, семья перебралась в Ньюкасл-апон-Тайн. В возрасте 13 лет Ральф стал подмастерьем местного резчика по дереву Томаса Твиди, одновременно обучаясь в городской государственной школе искусству и дизайну, а по вечерам занимался в школе художника Уильяма Скотта. В 14 лет Ральф был награждён бронзовой медалью Государственного департамента искусств и науки.
После окончания учёбы открыл свою мастерскую резьбы по дереву, занимался изготовлением литографии, а также писал картины. В 1879 году одна из его первых картин, «Газетчик», была допущена для участия в выставке Королевской академии художеств. Совместно с двумя другими художниками, Генри Эммерсоном и Робертом Джоблингом, Ральф Хедли основал клуб Бьиюк, целью которого стала поддержка художников Северо-Восточной Англии. В 1884 году в клубе была организована первая выставка картин.
В период с 1882 по 1889 год Хедли и его мастерская вырезали отделку хора и лектория в соборе Святого Николая в Ньюкасле по заказу местной епархии. Заказ был приурочен к получению Ньюкаслом статуса города, проект резьбы разработал архитектор Роберт Джеймс Джонсон. Впоследствии занимался отделкой городской церкви Святого Андрея, а также ряда других церквей и соборов Северо-Восточной Англии.